# Tobias Elling Rehfeld
Tobias Elling Rehfeld (født 22. september 1973) er en dansk diplomat. Han blev i 2023 udnævnt til arktisk ambassadør  og chef for Udenrigsministeriets kontor for Arktis og Nordamerika. Fra 2018 til 2023 var han Danmarks ambassadør i Sydafrika.

## Uddannelse
Rehfeld er uddannet jurist fra Københavns Universitet i 2001 og er MA i international relations fra University of Exeter i England fra 2000.

## Karriere
Han var kontorchef i Udenrigsministeriets folkeretskontor, afdelingschef for ministeriets juridiske tjeneste og dansk agent ved Den Europæiske Menneskerettighedsdomstol fra 2013 til 2018. Herefter var han Danmarks ambassadør i Sydafrika til han i 2023 blev arktisk ambassadør og chef for Udenrigsministeriets kontor for Arktis og Nordamerika.

## Kritik at af den arktiske ambassadør ikke er fra Grønland
Udnævnelsen af Rehfeld til arktisk ambassadør førte til kritik fra de to grønlandske medlemmer af Folketinget som hellere havde set en arkisk ambassadør fra Grønland. Statsminister Mette Frederiksen udtalte på et pressemøde i august 2024 at regeringen ønsker at imødekomme kritikken næste gang der skal udnævnes en arktisk ambassadør.